# اینستراکچر
اینستراکچر (انگلیسی: Instructure) شرکت فناوری اطلاعات آمریکایی است، که در سال ۲۰۰۸ تأسیس شد.